# إليس تي راسموسن
إليس تي راسموسن (بالإنجليزية: Ellis T. Rasmussen)‏ هو قسيس أمريكي، ولد في 21 سبتمبر 1915، وتوفي في 6 يونيو 2011.